# Lophocampa cibriani
Lophocampa cibriani là một loài bướm đêm thuộc phân họ Arctiinae, họ Erebidae.